# Simulium erectum
Simulium erectum är en tvåvingeart som först beskrevs av Rubtsov 1959.  Simulium erectum ingår i släktet Simulium och familjen knott. Inga underarter finns listade i Catalogue of Life.